# Pałac w Czerńczycach (powiat wrocławski)
Pałac w Czerńczycach (niem. Schloss Kapsdorf) – zabytkowy pałac we wsi Czerńczyce (powiat wrocławski) w Polsce, w województwie dolnośląskim, w gminie Kąty Wrocławskie.

## Historia
Pałac wybudowany w 1735 przez Karola Zygmunta von Zedlitz und Leipe (1703–1756), żonatego z Evą Eleonorą Czettritz und Neuhaus (1713-1782). Obiekt jest częścią zespołu pałacowego, w skład którego wchodzi jeszcze park angielski z końca XIX w. o charakterze sentymentalnym.

## Opis
Trzykondygnacyjny pałac, pierwotnie barokowy. W portalu nad wejściem w kartuszu tarcze herbowe barona Karola Zygmunta von Zedlitz und Leipe (po lewej) i jego żony Eleonory von Czettritz und Neuhaus (po prawej) ozdobione reliefem plecionkowym w stylu Bereina, z motywami kwiatów i waz. Nad wejściem do wielkobocznego (poligonalnego) pawilonu, stojącego od strony północno-zachodniej herb von Zedlitz z datą 1796 (niezachowany).
Nad bramą elewacji północno-wschodniej powozowni znajduje się płycina z inicjałami i datą: C. Fr. v. Z. geb. v. P. 1842 (Caroline Friederike (Freifrau)  von Zedlitz (und Leipe), geboren von Paczensky (und Tenczin, 1780-1854) 1842. Caroline była żoną Heinricha von Zedlitza und Leipe (1781-1835). Jego stryjem był Karl Zygmunt.

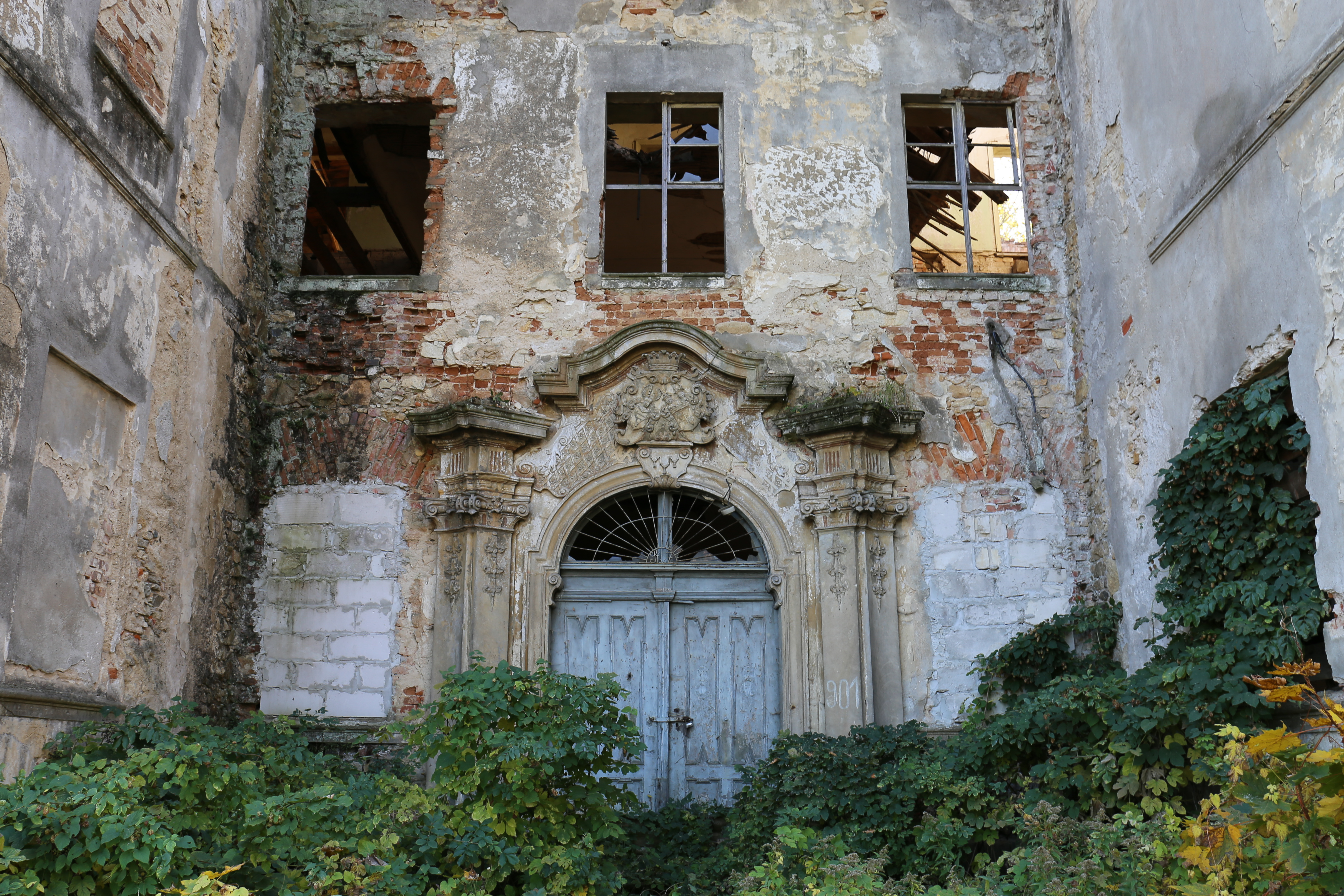
Portal z herbami Zedlitz i Czettritz
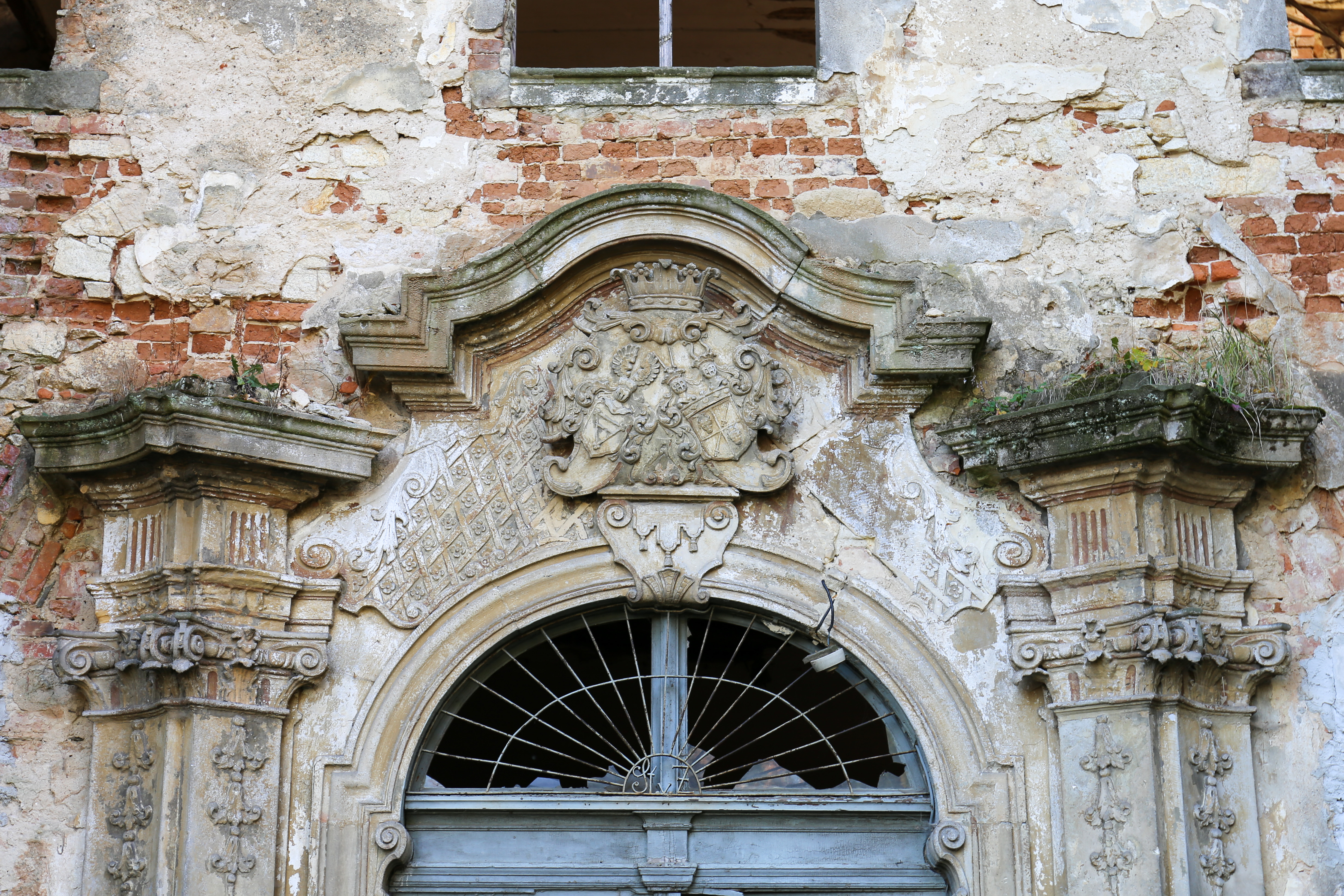
Kartusz z herbami Zedlitz i Czettritz
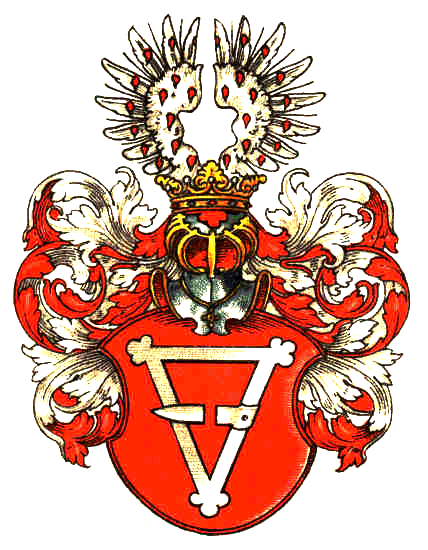
Herb Karola von Zedlitza und Leipe
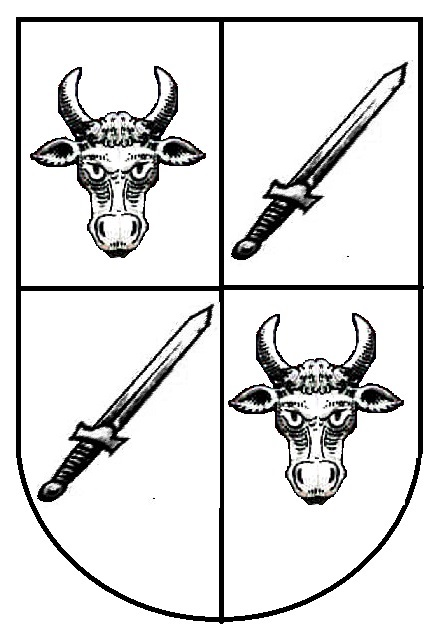
Herb Eleonory von Czettritz u. Neuhaus